# Stegodyphus mirandus
Stegodyphus mirandus är en spindelart som beskrevs av Pocock 1899. Stegodyphus mirandus ingår i släktet Stegodyphus och familjen sammetsspindlar. Inga underarter finns listade i Catalogue of Life.